# H/PJ-87型单管100毫米舰炮
H/PJ-87型单管100毫米舰炮是一门由中国船舶重工集团生产的舰载火炮，其研仿自法国Tonnelé研制的法国T100C紧凑型单管100毫米舰炮，并在该炮基础上进行了隐身修型，发射100毫米炮弹。

## 概述
1980年代，中国人民解放军海军曾引进过至少两座法国T100C紧凑型单管100毫米高平兩用舰炮的样炮，一座装备于053H1型之中的544「四平」号护卫舰使用（该舰舰型改称为053H1Q型导弹护卫舰），另一座则进行了分解供测绘用。经改进后并国产化以后，该炮现为中国人民解放军海军装备的051C型导弹驱逐舰、052B型导弹驱逐舰、052C型导弹驱逐舰、054型导弹护卫舰及054B型导弹护卫舰的主炮。

## 210型
210型是將法国原廠T100C舰炮修改成适合中国舰艇部署而研制。法国的舰炮与苏联和中国的电子零件并不相容；比起更改艦艇電子設備，修改艦砲電路設計以相容法、中、蘇三方電子零件規格更容易。此外，中国军工部门还在这以上新增了发射激光和红外制导型炮弹的能力。这使得弹艙需要作出重大改进。
该型舰炮对于单一类型的无制导炮弹的最大射速为90发／分钟。而在不同的弹种之间切换时，射速会有所减少。

## H/PJ-87
H/PJ-87型单管100毫米舰炮是210型的进一步发展型。最明显的外在差异在于H/PJ-87型舰炮安装在用以减小雷达横截面的隐身修型炮塔上。
直到H/PJ-45型單管130公厘艦砲出现前，H/PJ-87型舰炮取代了中国人民解放军海军前线上所有其他大口径舰炮。

### 年代、功能、性能相近的其他火砲
- 4.5英吋／55倍徑Mk 8艦炮（英语：4.5 inch Mark 8 naval gun）：英軍艦艇的同期標準艦炮。
- 5英吋／54倍徑Mk 45艦砲：美军舰艇的同期标准舰炮。
- AK-130艦砲：装在俄罗斯舰艇以上的同期130毫米双管标准舰炮。
- 法國100mm緊緻型艦砲：法軍艦艇的同期標準艦炮。
- 奧托布雷達127公厘／54倍徑緊緻型艦炮和127公厘／64倍徑艦炮（英语：Otobreda 127/64）：意大利生產商奥托梅莱拉的同期127毫米艦炮。

## 資料來源
1. 1 2 3  . www.strategypage.com.   [2017-01-23]. （原始内容存档于2019-02-07）.

## 外部連結
- （简体中文）—深度：浅谈中国海军近程反导舰炮 没仿制苏联AK630 （页面存档备份，存于）